# 前6年
| 千纪： | 前1千纪                                                                                           |
| 世纪： | 前2世纪 \| 前1世纪 \| 1世纪                                                                       |
| 年代： | 前30年代 \| 前20年代 \| 前10年代 \| 前0年代 \| 0年代 \| 10年代 \| 20年代                          |
| 年份： | 前11年 \| 前10年 \| 前9年 \| 前8年 \| 前7年 \| 前6年 \| 前5年 \| 前4年 \| 前3年 \| 前2年 \| 前1年 |
| 纪年： | 西汉建平元年                                                                                      |

## 大事记
- 屋大维下令创办《每日纪闻》。

## 出生
- 刘秀，东汉光武帝（57年逝世）。
- 耶穌基督，可能是本年出生。

## 逝世
- 张放，西汉富平思侯。
- 刘向：西汉官员，《列女传》作者。（前77年出生）